# Briars
Briars (en francés: le pavillon des Briars) (Zarzas) es el nombre del pequeño pabellón en el que Napoleón Bonaparte permaneció durante las primeras semanas de su cautiverio en la Isla Santa Elena. El pabellón se ubicaba en el jardín de William Balcombe, un comerciante inglés que se convirtió en un proveedor de Napoleón. Su hija de 14 años Elizabeth Lucía ("Betsy") Balcombe era la única miembro de la familia que hablaba francés y se convirtió en la traductora de la familia. Debido a la cercanía de su familia a Napoleón, Balcombe atrajo la sospecha del gobernador Hudson Lowe, y en 1818 lo obligó a abandonar la isla y regresar a Inglaterra. El sitio luego fue utilizado como el hogar para el almirante de servicio en la estación.
Más tarde, a Balcombe le ofrecieron un empleo en Australia. En 1959 el Pabellón es ofrecido al Gobierno francés por un descendiente de William Balcombe y último propietario del sitio, Dame Mabel Brookes, y se convirtió en la tercera de las propiedades francesas en la isla.